# Ellipteroides argentinensis
Ellipteroides argentinensis är en tvåvingeart som först beskrevs av Alexander 1920.  Ellipteroides argentinensis ingår i släktet Ellipteroides och familjen småharkrankar. Inga underarter finns listade i Catalogue of Life.